# The United States of Leland
The United States of Leland (El mundo de Leland en España y El crimen de Leland en Hispanoamérica) es una película  de Estados Unidos, dirigida por Matthew Ryan Hoge en 2003.

## Sinopsis
Leland Fitzgerald no parecía capaz de asesinar a nadie y, sin embargo, ahora está en un centro penitenciario juvenil. Allí entabla relación con uno de sus profesores, Pearl Madison, que intenta averiguar el motivo por el cual cometió el homicidio y por qué no siente ningún tipo de remordimiento. En torno a este hecho, varias personas ven cómo su vida se ha transformado: los padres de Leland, los padres de la víctima, la exnovia de Leland y hermana de la víctima... En numerosas ocasiones, es necesario que algo terrible ocurra para que los personajes muestren su más profunda bondad.

## Comentario
El mundo de Leland supone el debut, como guionista y director, de Matthew Ryan Hoge. Antes de escribir el guion, Hoge pasó dos años siendo profesor dentro del sistema judicial juvenil de Los Ángeles, donde estuvo en contacto con chicos parecidos a su protagonista. Tras ser rechazado en varias ocasiones por las productoras, el guion cayó en manos de Kevin Spacey, que aceptó las condiciones de Hoge y que también actúa en la cinta, junto a un reparto de lujo encabezado por Don Cheadle, Ryan Gosling , Chris Klein y Jena Malone.
- Datos: Q1667327